# شركة الاتصالات الفضائية الروسية
المؤسسة الفيدرالية الحكومية الوحدوية للاتصالات الساتلية (بالروسية: ФГУП «Космическая связь»)‏ أو شركة اتصالات الأقمار الصناعية الروسية هي المشغل الحكومي الرئيسي لأقمار الاتصالات. وهي المشغل الروسي لأنظمة الاتصالات الفضائية الدولية إنتل سات ويوتلسات وانترسبوتنيك ، وتتعاون مع هذه المنظمات وتتولى تسوية الحسابات الدولية فيما بينها .
باعتبارها المشغل الوطني للأقمار الصناعية، تفي شركة اتصالات الأقمار الصناعية الروسية بمهام الدولة الهامة في توفير الاتصالات الرئاسية والحكومية المتنقلة، ونقل الإشارات التلفزيونية والإذاعية الفيدرالية عبر أراضي روسيا ومعظم دول العالم.